# Eristalis flavipes
Eristalis flavipes is een vliegensoort uit de familie van de zweefvliegen (Syrphidae).
De wetenschappelijke naam van de soort is voor het eerst geldig gepubliceerd in 1849 door Edmund Murton Walker. Oorspronkelijk werd de wetenschappelijke naam Musca americana gebruikt.